# Adriano Banchieri
Adriano Banchieri (nascido Tomaso Banchieri; Bolonha, 3 de setembro de 1568 – Bolonha, 1634), foi um compositor, organista, teórico e poeta italiano do Renascimento tardio e princípios do Barroco. Fundou a Accademia dei Floridi em Bolonha.

## Biografia
Banchieri nasceu e morreu em Bolonha. Em 1587 tomou os hábitos da ordem beneditina e fez os seus votos em 1590, mudando o nome para Adriano, com o qual é recordado hoje. Um dos seus mestres no mosteiro foi Gioseffo Guami, que moldou o seu estilo. Durante a sua vida monástica residiu em Lucca, Siena, Imola, Gubbio, Veneza e Verona.
Em 1609 muda-se para o Mosteiro de S. Miguel do Bosque, em Bolonha, onde permanecerá toda a vida. Em 1613 foi nomeado professor de música. Em 1615 funda L' Accademia dei Floridi, dedicada ao estudo das artes musicais. Em 1618 é designado abade do mosteiro.
Sabe-se que conheceu Claudio Monteverdi e fez com ele trabalhos de teoria musical.

## Obra musical
Tal como Orazio Vecchi,  era interessado em converter o madrigal para fins dramáticos. Especificamente, foi um dos criadores do gênero chamado "comédia madrigalesca", que sem chegar a representar-se en cena, narrava uma história ou várias  cenas curtas diferentes mediante o canto sequencial de uma coleção de madrigais.
Muitas destas coleções foram compostas para divertir as reuniões dos círculos sociais de Bolonha. Entre muitos exemplos, merecem destaque:
- La pazzia senile (1598) (Loucura senil)
- Il metamorfosi musicale (1601) (Metamorfose musical)
- Virtuoso ridotto (1601) (Virtuoso diminuído)
- La Barca di Venezia per Padova (1605) (Comédia Madrigalesca)
- Festino (1608), que satiriza vários idiomas musicais dla época e apresenta uma imitação de animais em "contraponto bestial" sobre canto firme.

A comédia madrigalesca era considerada uma das precursoras da ópera, mas a maioria dos estudiosos a considera em desenvolvimento separado, consequência do interesse geral na Itália da época em criar formas músico-dramáticas.
Banchieri foi ainda importante compositor de canzonettas, alternativa ligeira e popular aos madrigais nos finais do século XVI. Escreveu missas,  séries de salmos, motetes, música de Ofícios e obras de teatro.

## Teoria musical

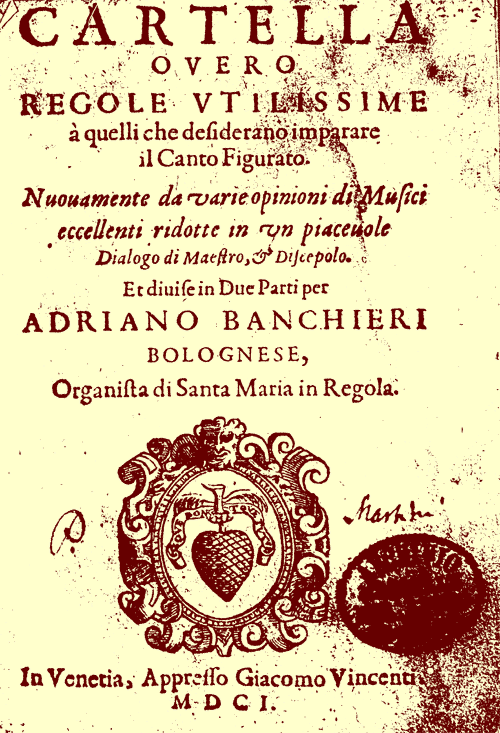
Frontispício de Cartella, por Adriano Banchieri, 1601.

Os trabalhos de Banchieri são de importância nos primeiros anos do Barroco, pelo seu nível teórico e posterior influência.
- Cartella, obra em vários volumes (Veneza, 1601), inclui o texto "Moderna Practica Musicale", onde propõe o reconhecimento variável de sétimo grau, desenvolve o conceito moderno de compasso e mostra tabelas de ornamentação vocal.
- L'organo suonarino (Veneza, 1605) descreve acompanhamentos utilizando baixo figurado.